# 13841 Blankenship
A 13841 Blankenship (ideiglenes jelöléssel 1999 XO32) a Naprendszer kisbolygóövében található aszteroida. A LINEAR projekt keretében fedezték fel 1999. december 6-án.